# (16474) 1990 QG3
(16474) 1990 QG3 est un astéroïde aréocroiseur découvert en 1990.

## Description
(16474) 1990 QG3 a été découvert le 28 août 1990 à l'observatoire Palomar, situé au nord de San Diego en Californie, par Henry E. Holt.

### Caractéristiques orbitales
L'orbite de cet astéroïde est caractérisée par un demi-grand axe de 2,24 UA, un périhélie de 1,56 UA, une excentricité de 0,30 et une inclinaison de 1,65° par rapport à l'écliptique. Du fait de ces caractéristiques, à savoir un demi-grand axe inférieur à 3,2 UA et un périhélie compris entre 1,3 et 1,666 UA, il croise l'orbite de Mars et est classé, selon la JPL Small-Body Database, comme astéroïde aréocroiseur (aréo venant de Arès).

### Caractéristiques physiques
(16474) 1990 QG3 a une magnitude absolue (H) de 16,6 et un albédo estimé à 0,295.